# Eptesicus platyops
Eptesicus platyops је врста слепог миша из породице вечерњака (лат. Vespertilionidae).

## Распрострањење
Ареал врсте је ограничен на мањи број држава. Врста је присутна у Нигерији. Присуство у Екваторијалној Гвинеји и Сенегалу је непотврђено.

## Угроженост
Подаци о распрострањености ове врсте су недовољни.